# Olof Persson (bildhuggare)
Olof Persson, död möjligen 1705 eller 1706, var en svensk predikstolsmakare, trolig son till bildhuggare Peder Olofsson.
Olof Persson är med säkerhet känd för ett antal predikstolar i Hälsingland, medan de arbeten som tillskrivits honom i Dalarna (Enviken), Uppland (Edsbro och Ununge) och Medelpad (Njurunda) varken är arkivaliskt belagda eller kan på stilhistoriska grunder hänföras till honom. Han var troligen son till Peder Olofsson från Kämsta. 
Bevarade predikstolar som kan tillskrivas Olof Persson finns i Hanebo (daterad 1662), Trönö (1664) och Hälsingtuna (1665), samtliga i Hälsingland. De är fortfarande uppsatta i respektive kyrka. Predikstolarna har fyra sidor, skilda åt genom svarvade kolonnetter med balusterform. Inom arkadbågarna är sittande evangelister placerade. På sidofälten insatte små scener i relief med bland andra Adam och Eva vid kunskapens träd eller enbart Eva, Jesu bön vid Getsemane, Korsfästelsen och Uppståndelsen. Dekorativa inslag är stiliserade rankor och fabeldjur.